# Pfarrkirche St. Michael (Brixen)

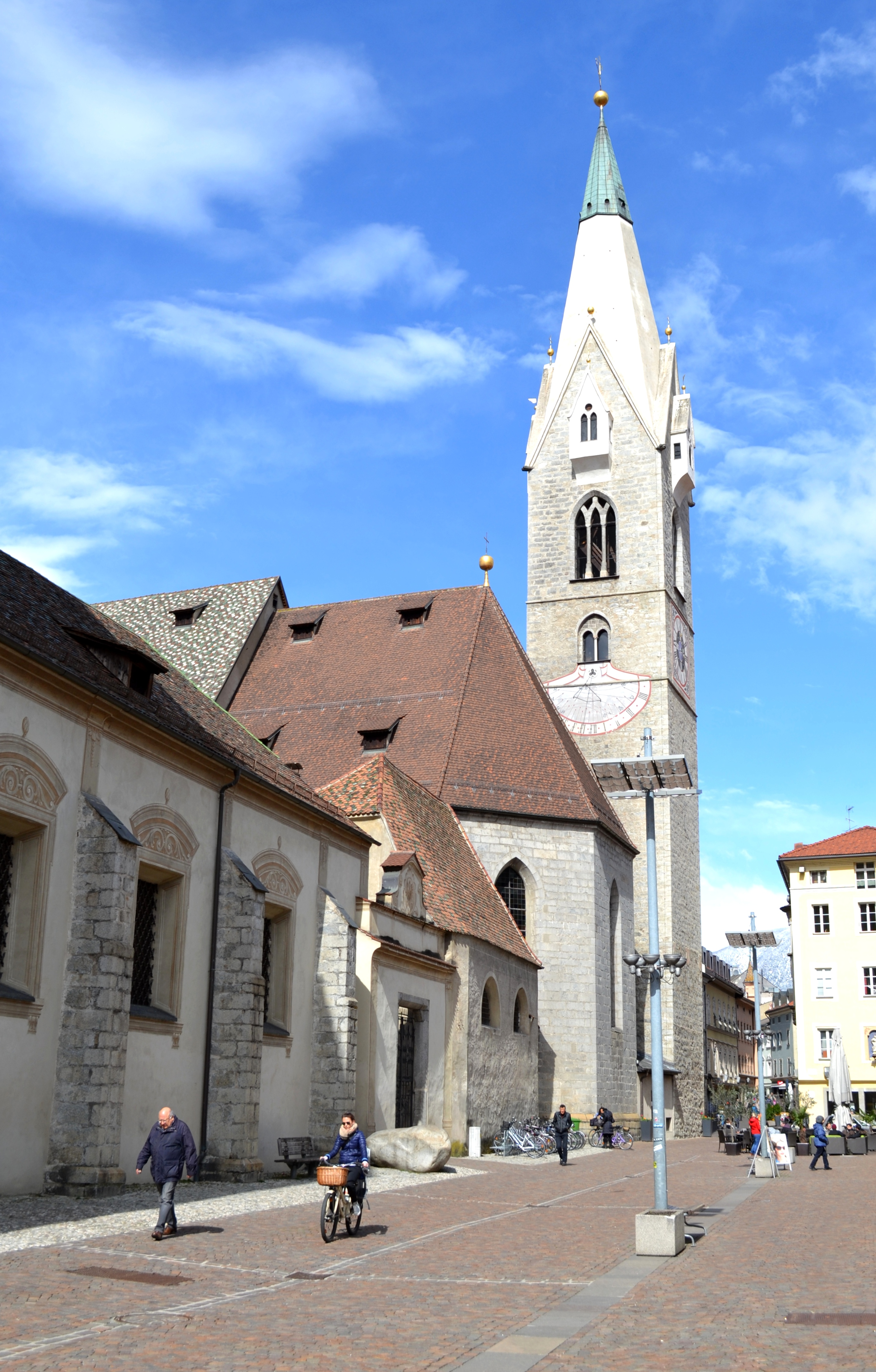
Die Sankt Michael Pfarrkirche in Brixen

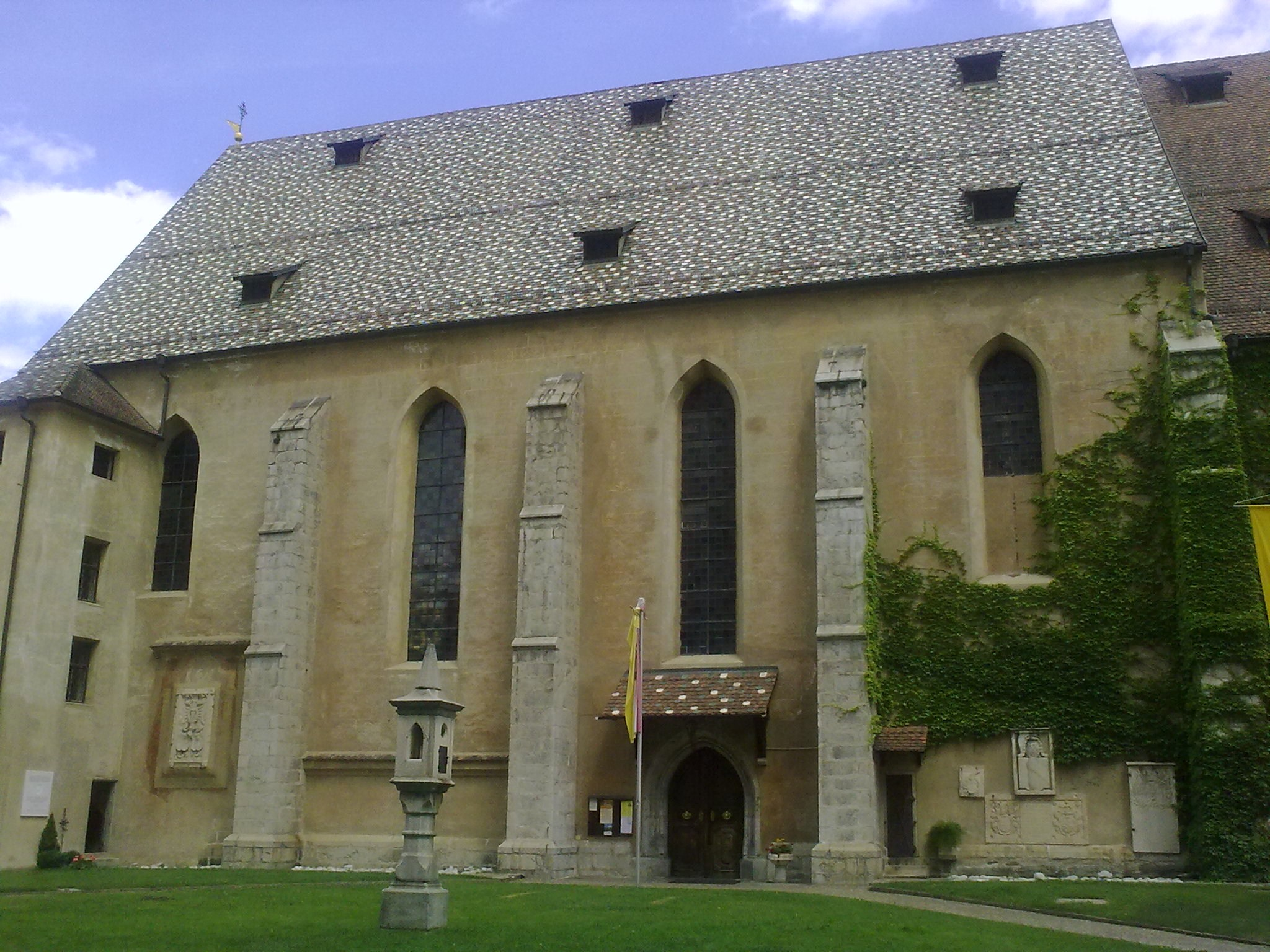
Pfarrkirche St. Michael von Süden

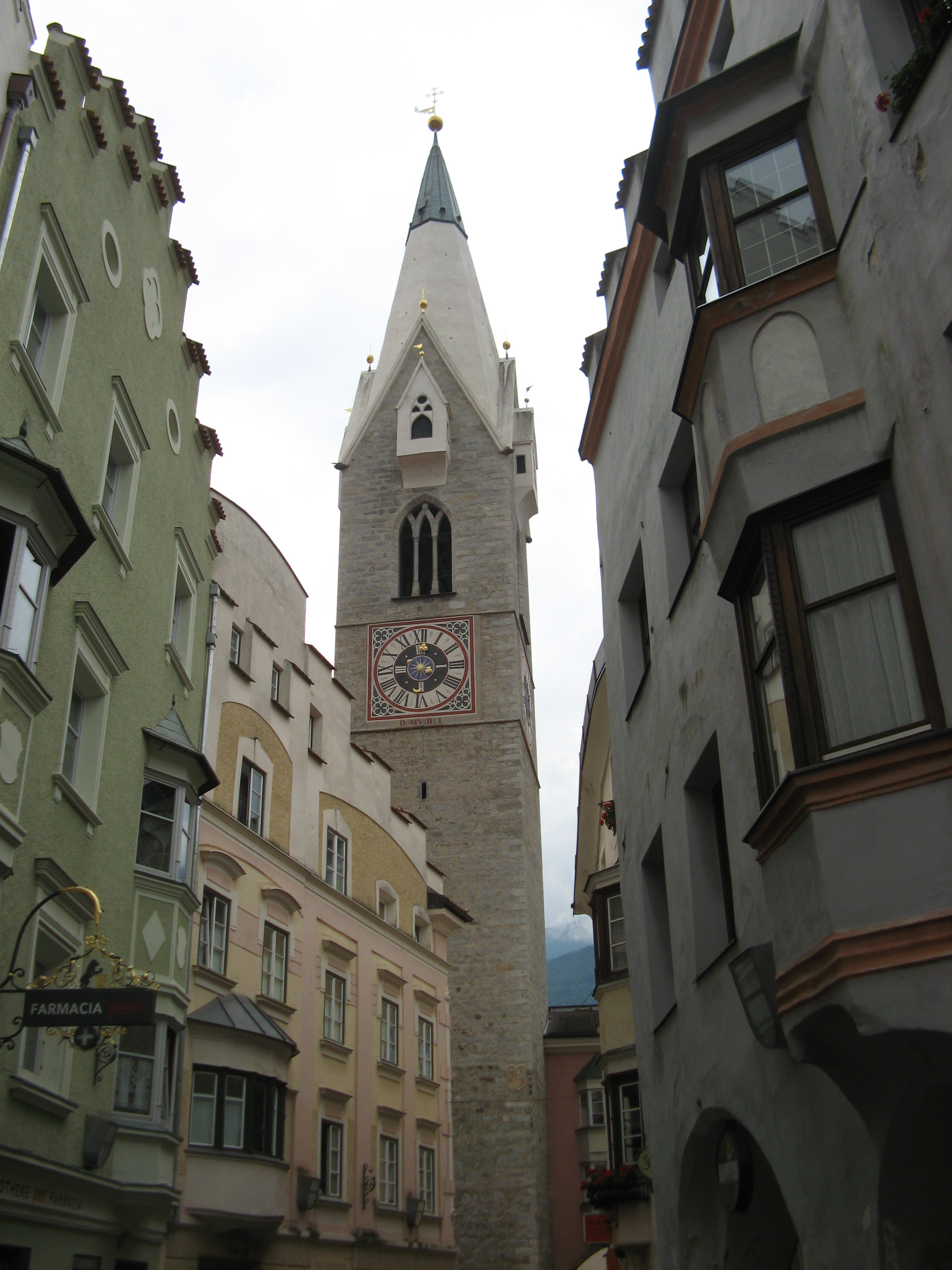
Weißer Turm von der Adlerbrückengasse gesehen

Die Pfarrkirche St. Michael ist die römisch-katholische Kirche der Pfarrei und des Dekanats Brixen in Südtirol. Sie befindet sich in prominenter Lage nördlich des Brixner Doms am Domplatz 12. Die Kirche ist dem Erzengel Michael geweiht. Sie war traditionell die Kirche der Brixner Bürgerschaft.
Die Kirche liegt am Pfarrplatz zwischen Domplatz, Weißenturmgasse und Albuingasse und ist von drei Seiten aus zu betreten. An der Südseite trennt der Alte Friedhof die Michaelskirche vom Brixner Dom. Markant tritt der sogenannte Weiße Turm, der Kirchturm an der nordöstlichen Ecke der Kirche hervor. Vom Domplatz und von der Albuingasse aus gesehen bildet die Pfarrkirche mit den Bauten des Brixner Doms ein kirchliches Ensemble.

## Baubeschreibung

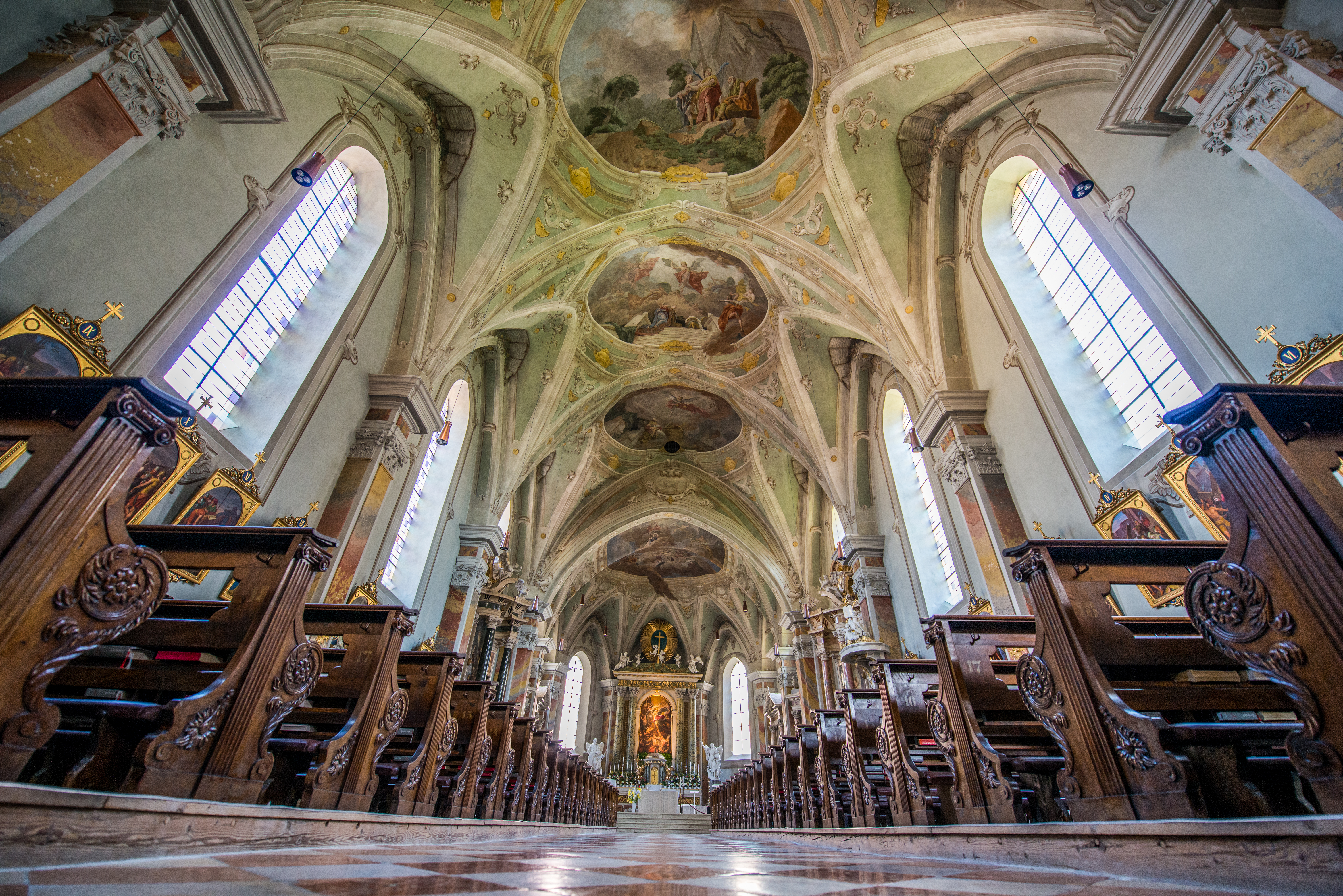
Kircheninneres

Die Kirche wurde als spätgotische Hallenkirche um 1500 errichtet und 1503 geweiht. Sie steht an der Stelle eines ottonischen Vorgängerbaus, einer romanischen Kirche aus dem 11. Jahrhundert, die 1038 von Bischof Hartwig geweiht worden war. Gegen Osten befindet sich der polygonale Chorschluss. Der untere Teil des daran anschließenden Turms stammt aus der Zeit um 1300, während der charakteristische obere Bauteil mit kleinen Erkern, spitzbogigen Schallfenstern und Spitzhelm 1459 errichtet wurde.
Um 1750 wurde das Kircheninnere barockisiert. Die Deckenfresken stammen von Josef Hauzinger, einem Schüler Paul Trogers aus Wien, aus dem Jahr 1757. Das Hochaltarbild, das den Kampf Michaels mit Luzifer darstellt, wurde von Andrea Pozzo geschaffen, die flankierenden Engelplastiken von Johann Perger. Die übrige Ausstattung mit Hochaltar und Seitenaltären ist barock, klassizistisch und romantisch. Die ausdrucksstarke Holzfigur des kreuztragenden Christus und Simon von Cyrene stammt aus dem 15. Jahrhundert. Die Kirche steht seit 1984 unter Denkmalschutz.

## Alter Friedhof

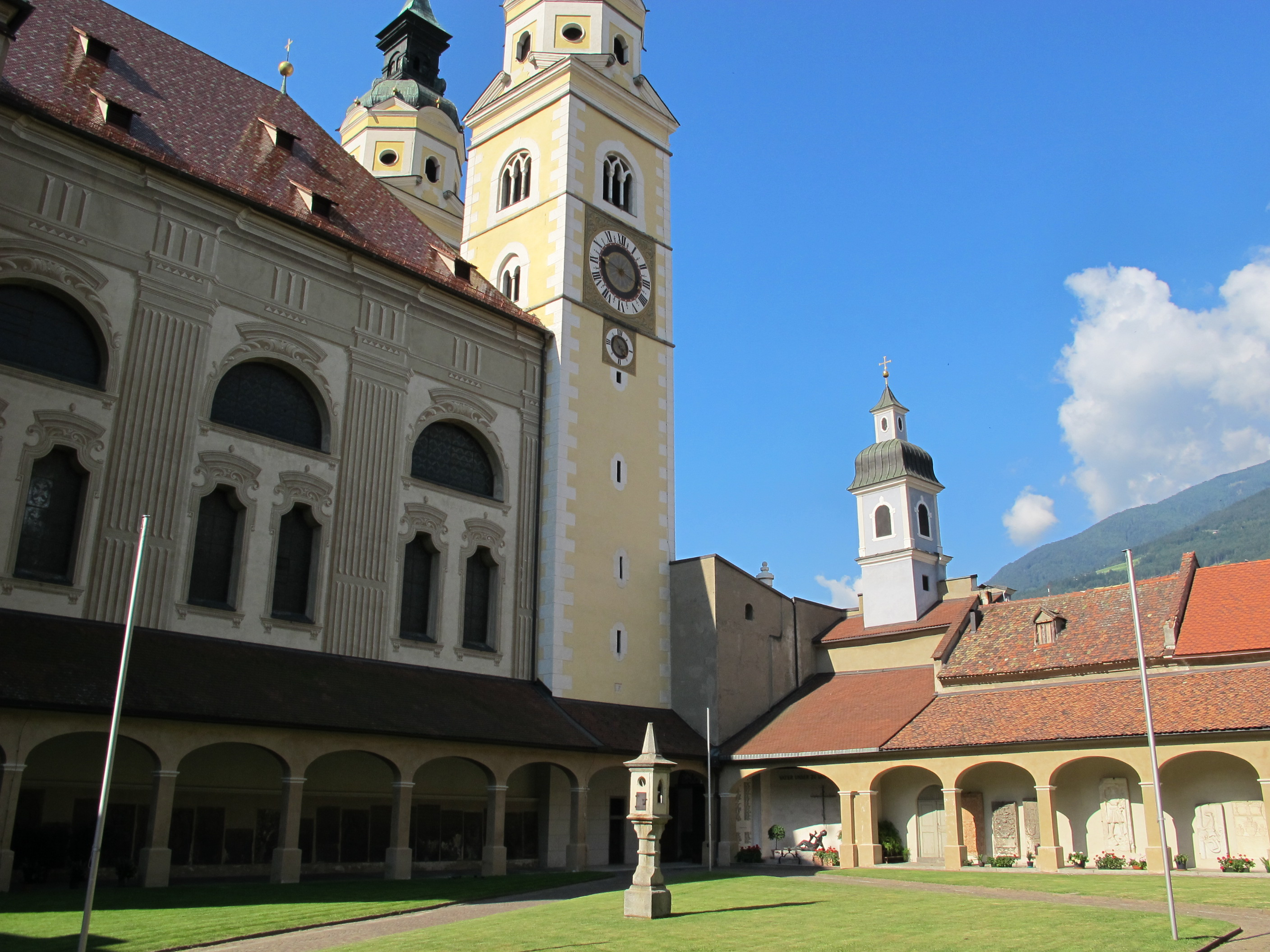
Alter Friedhof mit Grabplatten, Kriegerdenkmal und Totenleuchte; links der Dom

Der südlich anschließende Alte Friedhof wurde bis zum 30. Dezember 1793 als Stadtfriedhof genutzt; eine Gedenktafel aus dem Jahr 2001 erinnert daran. Das ehemalige Gräberfeld wird nun von einer Rasenfläche bedeckt. Historisch wertvolle Grabplatten von Domherren und Adelsgeschlechtern wurden in den Arkadengängen aus dem 18. Jahrhundert aufgestellt; darunter befindet sich ein Gedenkstein des Oswald von Wolkenstein, den dieser selbst im Jahre 1408 zu seinen Lebzeiten vor Antritt einer Pilgerreise nach Palästina erstellen und in einer Kapelle des Doms errichten ließ.

„Oswald ließ 1408 einen Gedenkstein herstellen und im Brixener Dom anbringen – die lebensgroße Selbstdarstellung eines feschen Kreuzfahrers mit gezwirbeltem Schnurrbart, gewelltem Kinnbart, onduliertem Haar, mit Harnisch, Kampfrock, Rittergurt und Langschwert, in der rechten Hand ein Kreuzfahrerwimpel, in der linken ein Helm mit gewundenen Hörnern, aus denen standesüblich Pfauenferdern ragen. So steht er auf den Wappen der Familie Villanders und der Familie Wolkenstein, mit Lamellenschuhe und Radsporen. Oswald nicht als Pilger sondern als Kreuzritter: hier wird erheblich stilisiert! Eine Selbstpräsentation dieser Art war in seinem Stand verbunden mit einer Pilgerfahrt ins Heilige Land: der Stein als sichtbares Gelöbnis. Und zugleich als Grabstein für den Fall, daß man nicht zurückkehrte; am rechten Rand blieb Platz frei zur Eintragung der Daten.“

In der Mitte des Friedhofs steht eine gotische Totenleuchte aus dem Jahre 1483. Im westlichen Arkadengang des Friedhofs befindet sich ein Kriegerdenkmal aus dem Jahre 1960, das den Gefallenen des Ersten und Zweiten Weltkriegs gewidmet ist; die figürliche Darstellung eines fallenden Soldaten wurde von dem Bildhauer Othmar Winkler (1907–1999) erschaffen.